# ヤン・マチュルスキ
ヤン・マチュルスキ（ポーランド語: Jan Henryk Machulski、1928年7月3日 - 2008年11月20日）は、ポーランドの俳優。

## 出演作品
- キングサイズ（クウィンテック）